# Diözesanmuseum Włocławek

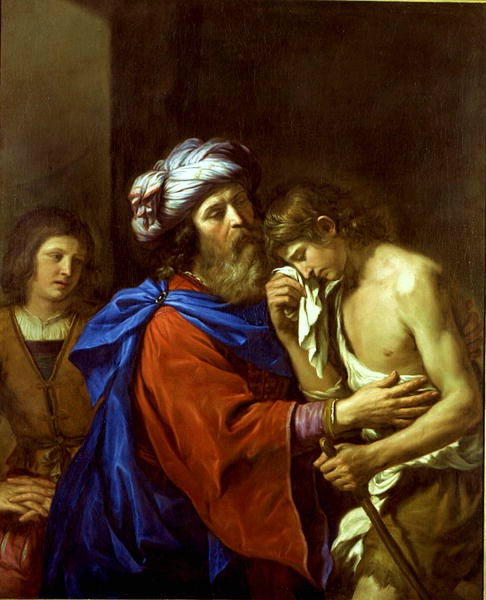
Die Rückkehr des verlorenen Sohnes von Guercino

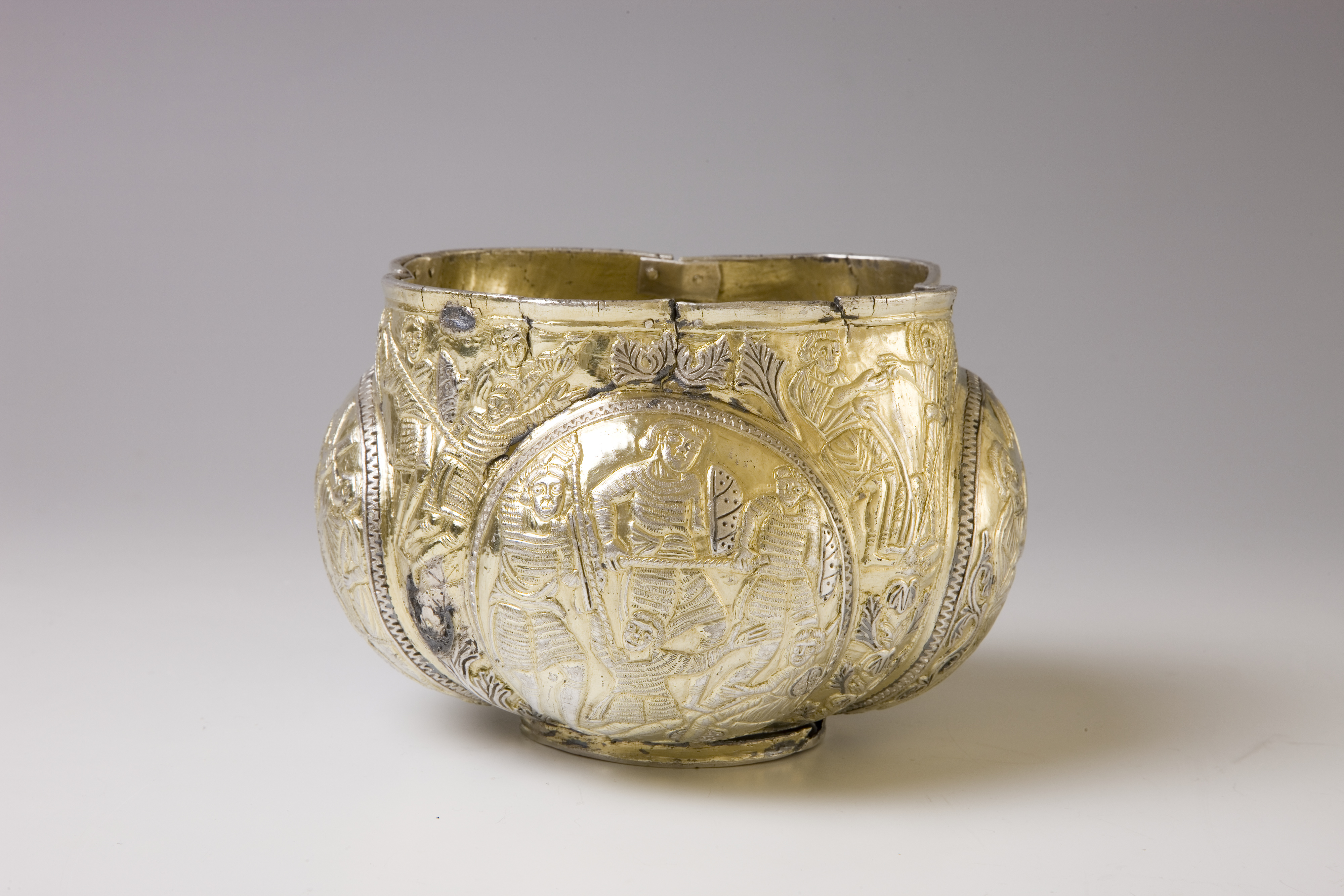
Leslauer Schale

Das Diözesanmuseum Włocławek ist eine kirchlich-kulturelle Einrichtung im kujawischen Włocławek. Das 1870 in Kongresspolen gegründete Diözesanmuseum ist eines der bedeutendsten Diözesanmuseen in Polen.

## Geschichte
Die Sammlung wurde dem Museum von der Kathedrale von Włocławek geschenkt. Während des Zweiten Weltkriegs wurde das Museum von den deutschen Besatzern geplündert und erst 2005 wieder eröffnet.

## Bestände (Auswahl)
Zu den Ausstellungsstücken gehören zahlreiche Gemälde, sakrale Skulpturen und liturgische Arbeiten. Zu den wertvollsten Exponaten gehört eine Kopie der vorromanische Leslauer Schale sowie das Gemälde Rückkehr des verlorenen Sohnes von Guercino.